# Johann Gustav Gassner
Pour les articles homonymes, voir Gassner.
Johann Gustav Gassner est un botaniste allemand, né le 17 janvier 1881 à Berlin et mort le 5 février 1955 à Lunebourg.

## Biographie
Il est le fils de George et de Louise née Voigt. Il obtient son doctorat à l’université agricole de Berlin (de) en 1906. Il épouse Lili Fassier-Farnkopf en 1910, union dont il aura trois fils et une fille.
Il devient professeur de botanique et de phytopathologie à l’université agricole de Montevideo en Uruguay en 1907. Il revient en Allemagne en 1910 et rejoint l’université de Kiel en 1911 puis devient professeur-associé à l’université de Rostock en 1915. En 1918, il devient professeur de botanique à l’université de Brunswick, dirige le service de protection des végétaux turcs de 1934 à 1939, puis dirige le service de biologie de Fahlberg-List A.G. à Magdebourg. Gassner devient le recteur de l’université technique de Brunswick en 1945. L’université de Göttingen lui attribue un doctorat honoris causa.
Gassner est notamment l’auteur de Mikroskopische Untersuchung pflanzlicher Nahrungs- und Genussmittel (1931) ainsi que de nombreux articles sur la botanique appliquée, particulièrement en phytopathologie. Il s’intéresse en outre aux mécanismes de la germination ainsi qu'à la vernalisation.